# The Shape of Water
The Shape of Water er en amerikansk fantasy- og dramafilm fra 2017, instrueret af Guillermo del Toro. Manuskript blev skrevet af del Toro og Vanessa Taylor. Sally Hawkins, Michael Shannon, Richard Jenkins, Doug Jones, Michael Stuhlbarg og Octavia Spencer spiller hovedrollerne.

## Handling
The Shape of Water udfolder sig i Baltimore i 1962. Den enlige Elisa (Sally Hawkins) arbejder som rengøringsassistent i et laboratorium som drives af regeringen. Hendes liv ændrer sig for altid, da hun og kollega Zelda (Octavia Spencer) opdager et tophemmelig eksperiment på arbejdspladsen, en amfibisk væsen (Doug Jones) i en vandtank. Hun bliver venner med væsenet og til sidst også forelsket. Elisa planlægger en flugtforsøg for at slippe væsenet fri, men myndighederne følger nøje med.

## Medvirkende
- Sally Hawkins som Elisa Esposito
- Michael Shannon som oberst Richard Strickland
- Richard Jenkins som Giles
- Octavia Spencer som Zelda Fuller
- Doug Jones som Havmanden
- Michael Stuhlbarg som Dr. Robert Hoffstetler
- Lauren Lee Smith som Elaine Strickland
- Nick Searcy som General Hoyt
- David Hewlett som Fleming

## Plagiat
Filmen er fra flere sider blevet beskyldt for at være et plagiat af den sovjetiske film fra 1962 Amphibian Man (på dansk Havets søn). Indie Cinema Magazine bemærkede, at de har samme handling, navnet "Amphibian Man" anvendes i begge film, der begge foregår i 1962.